# Sara Björk Gunnarsdóttir
Sara Björk Gunnarsdóttir (* 29. September 1990) ist eine isländische Fußballspielerin, die von 2007 bis 2022 für die isländische Fußballnationalmannschaft der Frauen spielte und mit dieser an den Europameisterschaften 2009, 2013 und 2017 teilnahm. Sie wurde am häufigsten zu Islands Fußballerin des Jahres gewählt. Seit dem 27. Oktober 2020 ist sie isländische Rekordnationalspielerin. Aktuell spielt sie für al-Qadisiyah.

## Karriere

### Vereine
Sara Björk begann mit sechs Jahren bei Haukar Hafnarfjörður mit dem Fußballspielen und spielte dort bis zum 18. Lebensjahr, konnte aufgrund einer im Jahr 2005 erlittenen Knieverletzung aber zwei Jahre lang nicht spielen. Dann wechselte sie zum isländischen Rekordmeister Breiðablik Kópavogur, der in der Zeit, während der sie dort spielte, aber nicht an die Erfolge der Vergangenheit anknüpfen konnte. 2011 wechselte sie in die schwedische Damallsvenskan zu LdB FC Malmö (inzwischen FC Rosengård), wo sie von 2012 bis 2015 zusammen mit Anja Mittag und ab 2014 zusammen mit Marta spielte. Sie erzielte gleich in ihrer ersten Saison elf Tore und wurde Meister der Saison 2011. In den folgenden Spielzeiten schoss sie zwar weniger Tore, gewann 2013, 2014 und 2015 aber nochmals die Meisterschaft, wobei sie die Saison mit ihrem 100. Ligaspiel abschloss. Zudem gewann sie den Supercup 2012 und 2015, wobei Mittag bzw. Marta die entscheidenden Tore schossen.
Mit Breiðablik nahm sie in der Saison 2010/11 als Vize-Meister an der UEFA Women’s Champions League teil und überstand als bester Gruppenzweiter die Qualifikation. Im Sechzehntelfinale verloren sie dann beide Spiele gegen den französischen Vize-Meister Juvisy FCF.
Besser lief es in der folgenden Saison mit Malmö, als sie das Viertelfinale erreichte und mit fünf Toren zusammen mit mehreren anderen Spielerinnen zehntbeste Torschützin war. 2012/13 scheiterten sie erneut im Viertelfinale, diesmal an Titelverteidiger Olympique Lyon. 2013/14 endete die Reise dagegen bereits im Achtelfinale gegen den späteren Sieger VfL Wolfsburg. Wolfsburg war auch im Jahr danach Endstation, diesmal im Viertelfinale, aber nur aufgrund der Auswärtstorregel. Nach einem 1:1 beim Hinspiel in Wolfsburg endete das Rückspiel 3:3, bei dem sie in einem Spiel mit wechselnden Führungen in der dritten Minute der Nachspielzeit das Tor zum Endstand erzielt hatte. Auch 2015/16 war es eine deutsche Mannschaft, diesmal der 1. FFC Frankfurt, die ihnen im Viertelfinale den Weg verstellte, wobei ein verlorenes Elfmeterschießen für das vorzeitige Aus verantwortlich war. Dabei hatte sie zwar nach der 0:1-Heimspielniederlage im Rückspiel das einzige Tor für Rosengård erzielt, aber im Elfmeterschießen als einzige Spielerin verschossen. Insgesamt bestritt sie bisher 32 Champions-League-Spiele, in denen sie 13 Tore schoss. Am 2. Mai 2016 verkündete Sara Björk ihren Wechsel in die deutsche Frauen-Bundesliga zum VfL Wolfsburg, wo sie einen Zweijahresvertrag bis zum 30. Juni 2018 unterschrieb. In ihrer Zeit beim LdB FC lief sie 61-mal auf und 58-mal für den Nachfolgeverein FC Rosengård. Sie verlängerte ihren Vertrag beim VfL Wolfsburg bis 2020. Ab dem 1. Juli 2020 stand sie bei Olympique Lyon unter Vertrag. Im Finale der UEFA Women’s Champions League 2019/20 erzielte sie für Lyon gegen ihre vorherige Mannschaft das Tor zum 3:1-Endstand. In der UEFA Women’s Champions League 2021/22 hatte sie nur einen dreiminütigen Kurzeinsatz im Viertelfinalrückspiel, das mit 3:1 gegen Juventus Turin gewonnen wurde, womit Lyon ins Halbfinale einzog. Juventus ist ihr nächster Einsatzort, dort erhielt sie am 24. Juni 2022 einen Zweijahresvertrag. In der UEFA Women’s Champions League 2022/23 traf sie in der Gruppenphase wieder auf Lyon und durch ein 0:0 im letzten Spiel verpassten sie als Gruppendritte das Viertelfinale.
Im August 2024 wechselte sie nach Saudi-Arabien.

### Nationalmannschaft

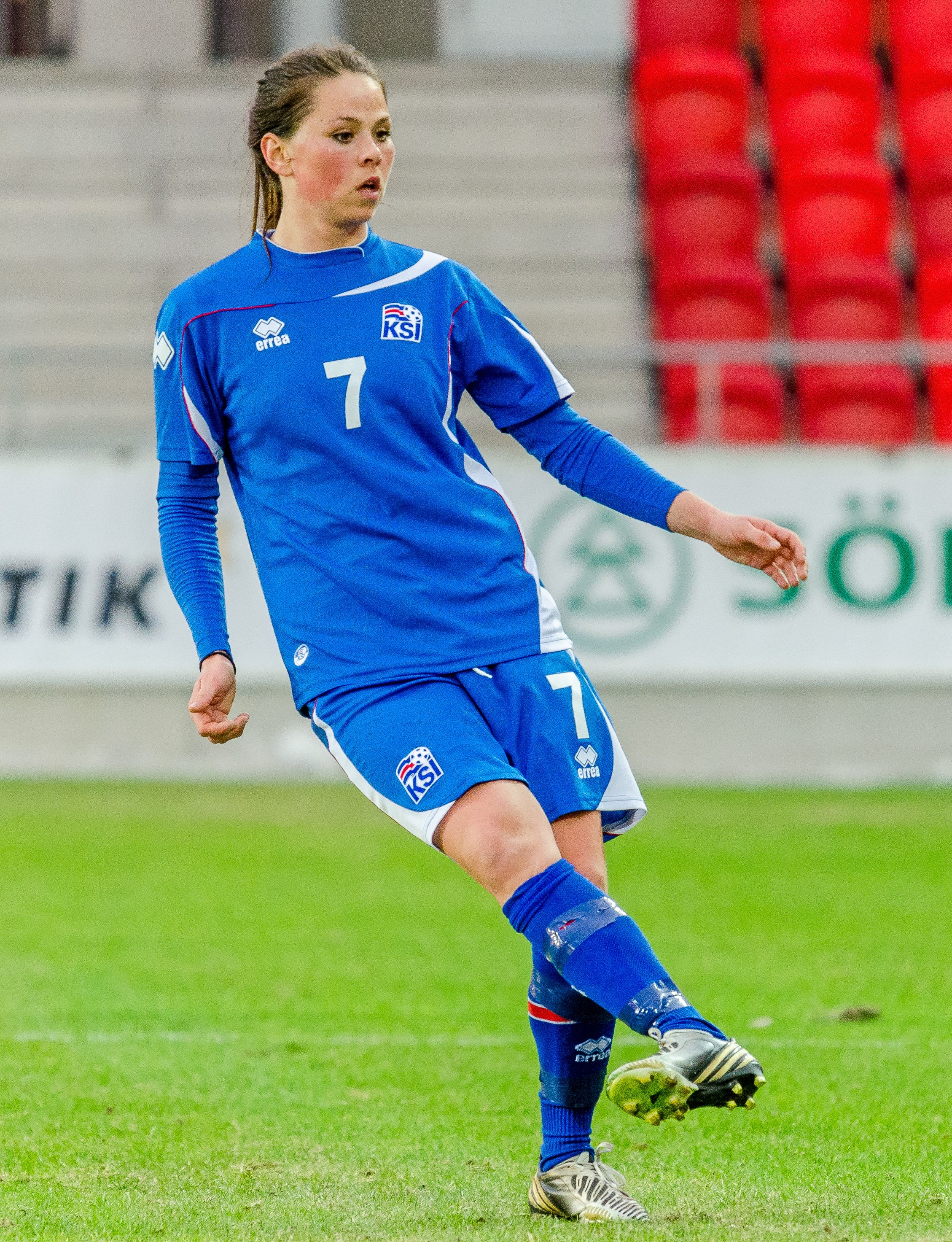
Sara Björk Gunnarsdóttir im Nationaldress am 6. April 2013

Nachdem Sara bereits Länderspiele für die U-17- und U-19-Nationalmannschaft Islands absolviert hatte, kam sie nach Ausheilung ihrer Knieverletzung am 26. August 2007 mit 16 Jahren bei der 1:2-Niederlage in Dravograd im ersten Spiel der Isländerinnen gegen Slowenien zu ihrem Debüt in der A-Nationalmannschaft, als sie drei Minuten vor dem Spielende eingewechselt wurde. Sie wurde sofort Stammspielerin und stand bereits beim nächsten Spiel, dem ersten Gruppenspiel beim Algarve-Cup 2008, in der Startelf. Ihr erstes Länderspieltor erzielte sie zwei Tage später beim 4:1 gegen Irland. Als Gruppensieger der Gruppe C mit den schwächeren Mannschaften durften sie dann gegen Finnland um Platz 7 spielen und gewannen mit 3:0. Ein Jahr später musste sie beim Algarve-Cup 2009 im dritten Gruppenspiel und dem Spiel um Platz 5 erstmals aussetzen; dabei hatte sie im ersten Gruppenspiel mit zwei Toren nahezu allein für den ersten Sieg gegen die Norwegerinnen gesorgt, die dann noch ein Eigentor zu ihrer 1:3-Niederlage beisteuerten. Danach fehlte sie bis heute (Stand: 12. April 2016) nur noch viermal, jeweils nur für ein Spiel.
2009 nahm sie mit den Isländerinnen erstmals an einer EM-Endrunde teil und kam in den drei Gruppenspielen zum Einsatz. Die Isländerinnen verloren die drei Spiele, aber gegen Vize-Europameister Norwegen und Titelverteidiger Deutschland nur jeweils knapp mit 0:1 und waren damit die Mannschaft, die gegen den späteren Europameister Deutschland die wenigsten Tore kassierte. In der Qualifikation für die WM 2011 verloren sie nur die beiden Spiele gegen die erstarkten Französinnen, die bei der WM dann Vierte wurden. Dabei gelang ihnen am 17. September 2009 in ihrem ersten Spiel gegen Estland durch ein 12:0 der höchste Sieg ihrer Länderspielgeschichte, wozu Sara auch ein Tor beisteuerte. Als Gruppenzweite verpassten sie aber die anschließenden Play-off-Spiele.
Nächster Höhepunkt in ihrer Karriere war das Erreichen des Algarve-Cup Finale 2011 gegen die USA, das aber nach 2:1-Führung mit 2:4 verloren wurde.
Für die EM-Endrunde 2013 qualifizierten sich die Isländerinnen als Gruppenzweite hinter Norwegen durch zwei 3:2-Siege in den Play-off-Spielen gegen die Ukraine. Bei der Endrunde wurden sie wie vier Jahre zuvor in eine Gruppe mit Titelverteidiger Deutschland und Norwegen gelost. Dritter Gegner waren diesmal die Niederlande, gegen die der einzige Sieg gelang. Durch ein Remis gegen Norwegen waren sie trotz der Niederlage gegen die deutsche Mannschaft bester Gruppendritter und erreichten damit das Viertelfinale. Hier verloren sie aber gegen Gastgeber Schweden mit 0:4.
Als Mannschaftskapitänin Margrét Lára Viðarsdóttir aufgrund ihrer Schwangerschaft pausieren musste, wurde Sara 2014 vom neuen Nationaltrainer Freyr Alexandersson zur Interimskapitänin ernannt.
In der Qualifikation für die WM 2015 scheiterten sie als schlechtester Gruppenzweiter und mussten der Schweiz den Vortritt zu ihrer ersten WM-Teilnahme lassen. Besser lief es dagegen in der Qualifikation für die EM 2017. Zwar lagen sie nach vier Spielen ohne Punktverlust und ohne Gegentor nur auf dem zweiten Platz; am Ende jedoch setzte sich Island mit sieben Siegen und einer Niederlage als Gruppenerster durch, wobei der direkte Vergleich (4:0 und 1:2) gegenüber den punktgleichen Schottinnen den Ausschlag gab.
Bei der EM führte sie ihre Mannschaft in den drei Gruppenspielen als Kapitänin aufs Feld. Sie konnten aber keinen Punkt erringen und schieden als Gruppenletzte aus.
In der Qualifikation zur Fußball-Weltmeisterschaft der Frauen 2019 hatte sie sieben Einsätze. Sie konnten zwar erstmals ein Spiel gegen Deutschland gewinnen, am Ende verpassten sie aber als fünftbester Gruppenzweiter die Endrunde.
Mit 20 Länderspieltoren liegt Sara in der Torschützinnenliste der Isländerinnen auf dem sechsten Platz. Am 27. Oktober 2020 überbot sie mit ihrem 134. Länderspiel den Rekord der seit 2013 nicht mehr aktiven Katrín Jónsdóttir, den sie am 22. September 2020 eingestellt hatte. Das Spiel gegen die Schwedinnen wurde aber mit 0:2 verloren, wodurch die direkte Qualifikation als Gruppensieger für die EM 2022 nicht mehr möglich war. Als zweitbeste Gruppenzweite qualifizierten sich die Isländerinnen aber doch noch direkt für die EM-Endrunde. In den ersten sechs Spielen der Qualifikation für die WM 2023, die noch vor der EM-Endrunde begann, da diese wegen der COVID-19-Pandemie um ein Jahr verschoben wurde, kam sie nur in den beiden Spielen im April 2022 als Einwechselspielerin zum Einsatz.
Am 11. Juni 2022 wurde sie für die EM-Endrunde nominiert. Im letzten Testspiel am 29. Juni spielte sie über die vollen 90 Minuten. Zusammen mit Sif Atladóttir nahm sie zum vierten Mal an der EM-Endrunde teil und zum zweiten Mal als Kapitänin. Nach drei Remis endete die EM, bei der sie in allen Spielen ihrer Mannschaft ausgewechselt wurde, als Gruppendritte.
Sie führte ihre Mannschaft auch bei den letzten beiden Gruppen-Spielen in der Qualifikation für die WM 2023 aufs Feld. Nach einem 6:0-Sieg gegen Belarus, bei der sie zwei Tore erzielte, kam es am letzten Spieltag in Utrecht zum Finale um den Gruppensieg gegen die Niederlande, wobei den Isländerinnen ein Remis gereicht hätte. Bis zur 3. Minute der Nachspielzeit hielten sie ihr Tor sauber, dann mussten sie das einzige Tor des Spiels hinnehmen, wodurch sich die Niederländerinnen qualifizierten und die Isländerinnen in die Play-offs gegen Portugal mussten. Durch eine 1:4-Niederlage nach Verlängerung verpassten sie endgültig die WM-Endrunde.
Am 13. Januar 2023 gab sie ihren Rücktritt aus der Nationalmannschaft bekannt.

## Erfolge
- Schwedischer Meister 2011, 2013, 2014 und 2015 (mit LdB FC Malmö bzw. FC Rosengård)
- Schwedischer Supercupsieger 2012 und 2015 (mit LdB FC Malmö bzw. FC Rosengård)
- Deutscher Meister 2017, 2018, 2019, 2020 (mit VfL Wolfsburg)
- Deutsche Pokalsiegerin 2017, 2018, 2019, 2020 (mit VfL Wolfsburg)
- UEFA Women’s Champions League: 2019/2020, 2021/2022

## Auszeichnungen
- Islands Fußballerin des Jahres (6×): 2013, 2015, 2016, 2017, 2018, 2019
- Islands Sportler des Jahres (2×): 2018, 2020

## Privatleben
Im April 2021 gab sie ihre Schwangerschaft bekannt.
Anfang 2023 wurde bekannt, dass ihr ehemaliger Verein Olympique Lyon ihr während der Schwangerschaft die Gehaltsfortzahlung und danach eine Verlängerung ihres Vertrages als Stammspielerin verweigert hatte. Sie ging dagegen erfolgreich juristisch vor, sodass ihr das Gehalt nachgezahlt wurde.